# Grönwohld
Grönwohld est une commune allemande du Schleswig-Holstein, située dans l'arrondissement de Stormarn (Kreis Stormarn), à douze kilomètres au sud-est de la ville d'Ahrensburg. Grönwohld fait partie de l'Amt Trittau qui regroupe dix communes autour de Trittau.